# Придеснянское
Придеснянское (укр. Придеснянське) — село в Коропском районе Черниговской области Украины. Население — 205 человек.
Код КОАТУУ: 7422283303. Почтовый индекс: 16223. Телефонный код: +380 4656.

## Власть
Орган местного самоуправления — Городищенский сельский совет. Почтовый адрес: 16225, Черниговская обл., Коропский р-н, с. Городище, ул. Гагарина, 2.